# Hadce u Hrnčíř
Hadce u Hrnčíř este o arie protejată (arie specială de conservare — SAC, sit de importanță comunitară — SCI) din Republica Cehă întinsă pe o suprafață de 2,83 ha, integral pe uscat.

## Localizare
Centrul sitului Hadce u Hrnčíř este situat la coordonatele 49°35′07″N 14°51′04″E / 49.585278°N 14.851111°E.

## Înființare
Situl Hadce u Hrnčíř a fost declarat sit de importanță comunitară în aprilie 2005 pentru a proteja 1 specie de plante. Situl a fost protejat și ca arie specială de conservare în noiembrie 2012.

## Biodiversitate
Situată în ecoregiunea continentală, aria protejată nu include niciun habitat protejat.
La baza desemnării sitului se află o specie protejată de  plante: Minuartia smejkalii.